# Albanie aux Jeux olympiques d'hiver de 2006
Cet article contient des informations sur la participation et les résultats de l'Albanie aux Jeux olympiques d'hiver de 2006 à Turin en Italie. Elle était représentée par un athlète.

## Médailles
|         | Médaille d'or | Médaille d'argent | Médaille de bronze | Total |
| ------- | ------------- | ----------------- | ------------------ | ----- |
| Albanie | 0             | 0                 | 0                  | 0     |

## Épreuves

### Ski alpin
Slalom géant H
- Erjon Tola
  - 35e en 3:02.89

Slalom H
- Erjon Tola

Super G H
- Erjon Tola
  - 56e en 1:44.27